# ディオジェーヌ・マイヤール
ディオジェーヌ・マイヤール（Diogène Ulysse Napoléon Maillart、1840年10月28日 - 1926年8月3日）はフランスの画家である。

## 略歴
オワーズ県のラショセ＝デュ＝ボワ＝デキュ(Lachaussée-du-Bois-d'Écu)の農家に生まれた。パリの帝国デザイン学校(École impériale de dessin:後の国立高等装飾美術学校）で教育を受けた後、国立高等美術学校（エコール・デ・ボザール）のレオン・コニエの教室で学んだ。1864年、23歳で、有望な学生に贈られるローマ賞を受賞し、ローマに留学した。
1869年に帰国し、国立ゴブラン製造所の絵画の教授を務めた。この職をマイヤールは50年間続けた。マイヤールに学んだ学生にはマクシミリアン・リュスらがいる。サロン・ド・パリへの出展も生涯続けた。
1870年代になってフランス第三共和政のもとで、公共施設の装飾画の仕事をするようになり、サントーギュスタン教会やボン・マルシェ百貨店の壁画などを描いた。プロイセンの貴族で富豪のグイド・ヘンケル・フォン・ドナースマルクの依頼でノイデック城（Schloss Neudeck）の装飾画を描いたがノイデック城は第二次世界大戦で破壊された。オワーズ県のボーヴェの市庁舎に描いた作品も第二次大戦で失われた。
著作家として、ビザンチン美術に関する著作や2巻の美術史の著作がある。
1885年にレジオンドヌール勲章（シュバリエ）を受勲した。

## 作品

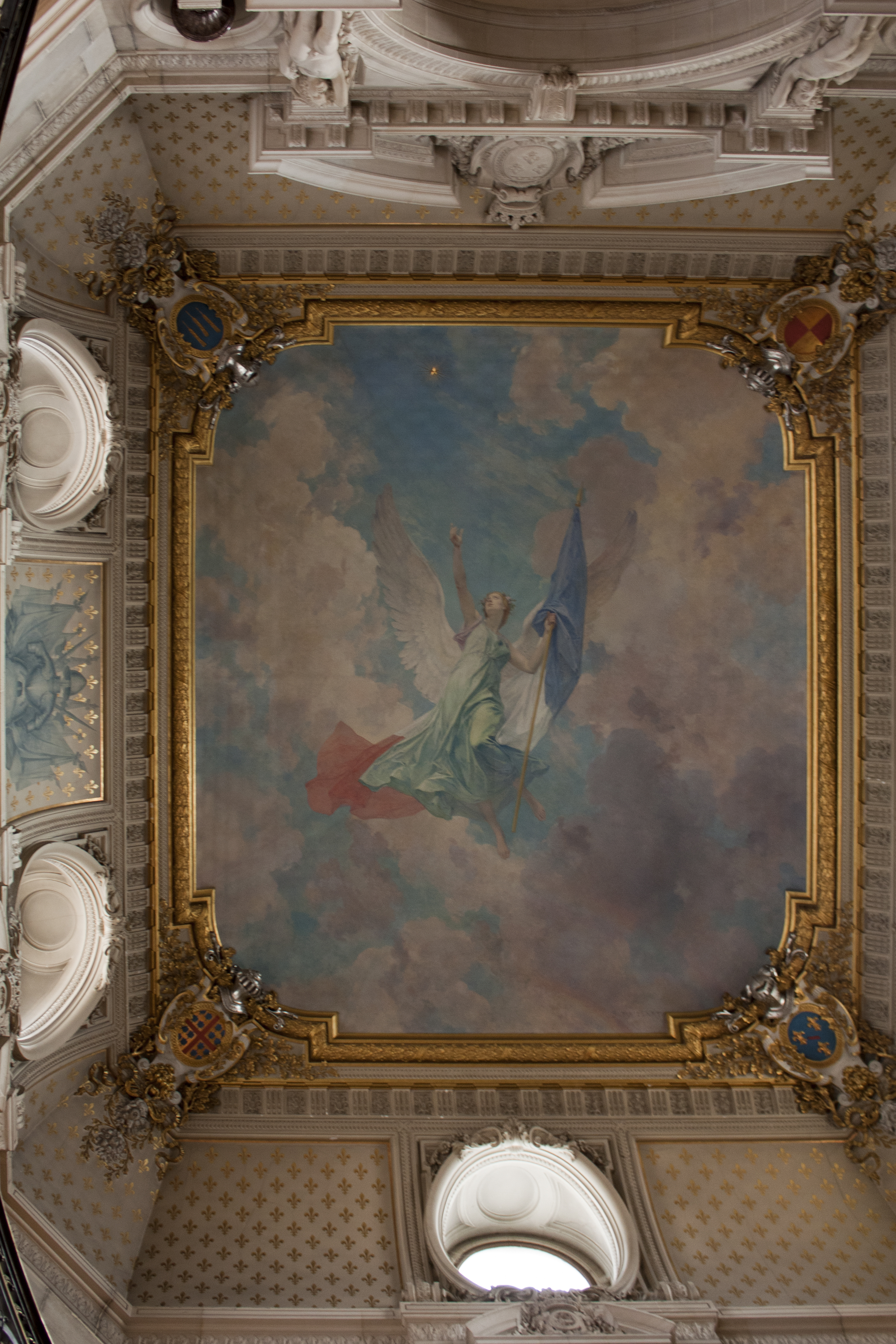
天井画
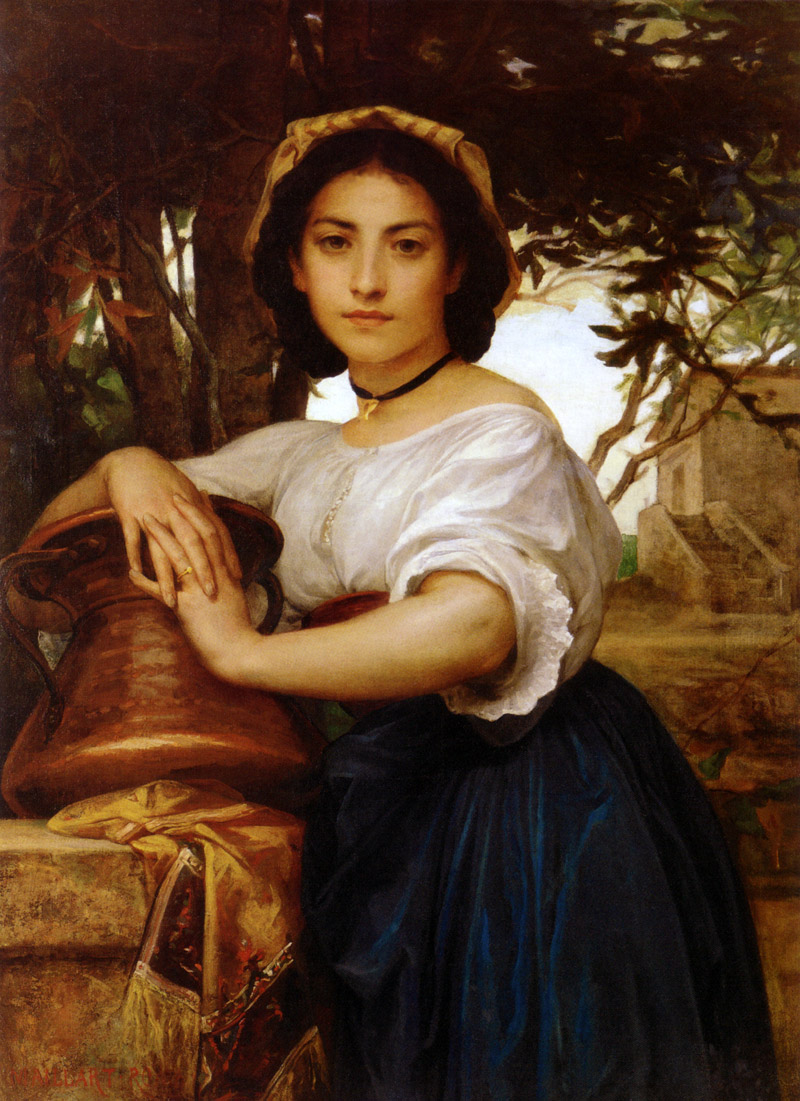
「ローマの水くみ娘」
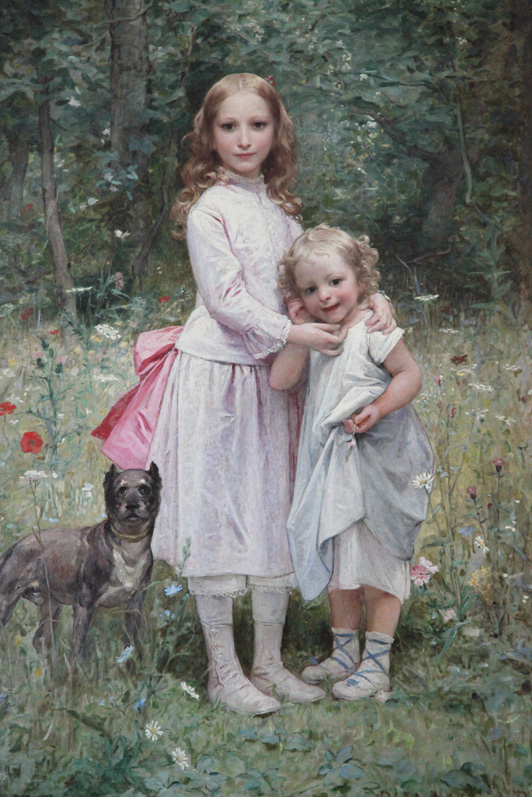
「娘、エヴァとジャンヌ」(1876)
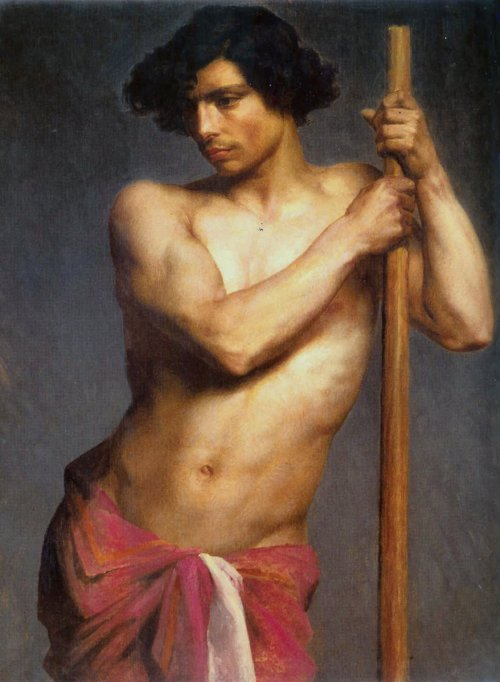
習作「半裸の少年」(1864)

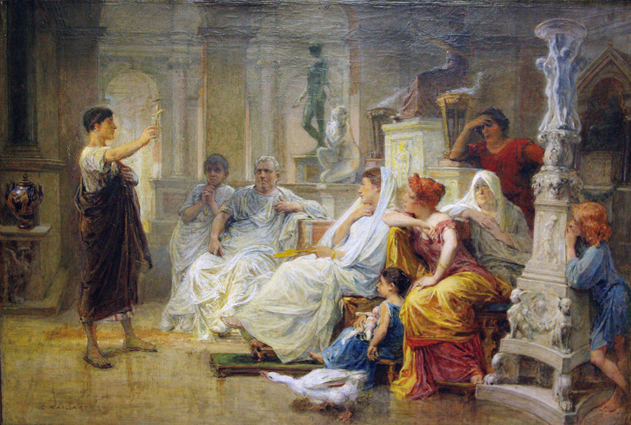
"Le jeune néophyte chrétien"
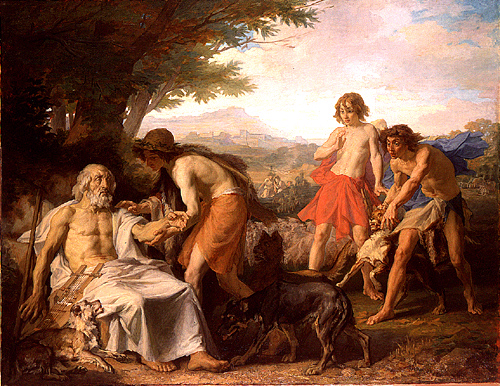
シロス島のホメーロス (1864)